# Рудники (Члуховський повіт)
Рудники (пол. Rudniki) — село в Польщі, у гміні Пшехлево Члуховського повіту Поморського воєводства.
Населення — 63 особи (2011).
У 1975-1998 роках село належало до Слупського воєводства.

## Демографія
Демографічна структура станом на 31 березня 2011 року:
|          | Загалом | Допрацездатний вік | Працездатний вік | Постпрацездатний вік |
| -------- | ------- | ------------------ | ---------------- | -------------------- |
| Чоловіки | 26      | 4                  | 19               | 3                    |
| Жінки    | 37      | 11                 | 17               | 9                    |
| Разом    | 63      | 15                 | 36               | 12                   |